# Гулд, Лилиан
Лилиан Джейн Гулд (в замужестве Велей; англ. Lilian Jane Gould; 19 февраля 1861, Великобритания — 2 декабря 1936) — английский биолог, известна в основном благодаря своим исследованиям микроорганизмов в спирте. Была одной из первых женщин, принятых в Лондонское Линнеевское общество. Помимо научной деятельности, Гулд была одной из первых европейских заводчиц сиамских кошек.

## Биография
Лилиан Джейн Гулд родилась 19 февраля 1861 года в семье Катарины Эммы Гулд и преподобного Джона Наткомба. Училась в Сомервиль-колледже в Оксфорде на стипендию, где её наставником был энтомолог Эдвард Бэгнол Пультон. В 1894 году она получила степень первого класса по естественным наукам, со специализацией в морфологии животных. В 1895 году вышла замуж за Виктора Герберта Велея (1856—1933), учёного и бизнесмена, с которым впоследствии сотрудничала в нескольких исследовательских проектах. Как и другие женщины-учёные Оксфордского университета той эпохи, которым было запрещено получать докторскую степень в Оксфорде, она, в 1905 году, получила степень доктора наук в Тринити-колледже, в Дублине.
В 1904 году она стала одной из первых женщин, избранных в Лондонское Линнеевское общество.
Во время Первой мировой войны Гулд служила комендантом лондонского отделения Британского Красного Креста.
Её муж умер в 1933 году, а Гулд скончалась 2 декабря 1936 года. Некролог был опубликован в Proceedings of the Linnaean Society.

### Исследования
Свои первые две научные работы Гулд написала ещё в Оксфордском университете: одна была посвящена окраске личинок чешуекрылых, а другая — амёбе Pelomyxa palustris.
Виктор Велей был учёным и директором пивоваренной компании Baddow Brewery Company, Гулд работала вместе с ним над изучением микроорганизмов, обнаруженных в таких напитках, как ром. Вместе с Велеем она опубликовала несколько кратких статей на эту тему в Nature и других изданиях, а также книгу под названием «The Micro-Organism of Faulty Rum» (1898). В некрологе её мужа говорилось, что книга получила меньше внимания, чем она того заслуживала.

### Разведение кошек
Гулд также сыграла роль в ранней истории современной породы сиамских кошек, став одним из первых западных заводчиков сиамских кошек. В 1884 году её брат Эдвард, который был генеральным консулом в Бангкоке, привёз в Англию племенную пару кошек в качестве подарка для своей сестры. От пары Гулд, которую звали Пхо и Миа, родились три сиамских котёнка, и все пятеро привлекли внимание на следующий год на ежегодной выставке кошек в лондонском Crystal Palace. В дальнейшем Гулд стала одним из основателей Клуба сиамских кошек в 1901 году.
Некоторые фотографии других видов кошек, принадлежавших Гулд, хранятся в Национальном архиве Великобритании. В 1910 году она также взяла интервью у семьи из Патни, которая владела кошкой, якобы украденной из японского храма, где кошки были традиционными охранниками.